# Ira Cohen
Ira Cohen (3. února 1935 New York – 25. dubna 2011 tamtéž) byl americký filmový režisér, herec, básník a fotograf. Studoval na Cornellově universitě u profesora Vladimira Nabokova. V roce 1968 režíroval film The Invasion of Thunderbolt Pagoda a později se přestěhoval do Káthmándú v Nepálu. V roce 1970 byla jedna z jeho fotografií použita na obalu alba Twelve Dreams of Dr. Sardonicus psychedelické skupiny Spirit.
Zemřel na selhání ledvin ve svých šestasedmdesáti letech.